# Черноводная (Игра престолов)
«Черноводная» (англ. Blackwater) — девятый и предпоследний эпизод второго сезона фэнтезийного сериала канала HBO «Игра престолов». Сценарий к эпизоду был написан Джорджем Р. Р. Мартином, автором серии романов «Песнь Льда и Огня», по которым снимается сериал, а режиссёром стал Нил Маршалл. Премьера состоялась 27 мая 2012 года.
Весь эпизод посвящён переломной Битве при реке Черноводной, в которой армия Ланнистеров, под командованием Тириона, защищает Королевскую гавань, когда флот Станниса Баратеона начинает атаковать Черноводный залив. В отличие от всех предыдущих эпизодов, «Черноводная» не следует параллельным сюжетным линиям персонажей, все действие происходит в Королевской гавани или под её стенами.

## Сюжет
Сир Давос Сиворт (Лиам Каннингем) ведёт флот лорда Станниса Баратеона (Стивен Диллэйн) к Черноводному заливу. До их прибытия Тирион (Питер Динклэйдж) и Шая (Сибель Кекилли) обсуждают возможное поражение Ланнистеров. Великий мейстер Пицель (Джулиан Гловер) дал королеве-регентше Серсее (Лена Хеди) мощный яд, чтобы она могла им воспользоваться, если город падёт, так как Станнис не оставит в живых никого из Ланнистеров. За пределами Красного Замка Бронн (Джером Флинн) пьёт и поёт со своими людьми, но его настроение портится при появлении Сандора «Пса» Клигана (Рори Макканн). Напряжение и неприязнь между Бронном и Псом растёт, но звон колоколов, возвещающих о том, что замечен вражеский флот, предотвращает так и не начавшуюся драку. Лорд Варис (Конлет Хилл) приносит Тириону карту подземных ходов под Королевской Гаванью, как его и просили. Варис нервничает, узнав, что Станнис связан с тёмной магией, что он вступил в отношения с Красной Жрицей (Мелисандрой). Король Джоффри (Джек Глисон) торжественно выводит оборонительные силы из Красного Замка, приказывает своей суженой, Сансе Старк (Софи Тёрнер), поцеловать его меч и клянётся, что однажды этим мечом он убьёт её брата Робба. Благородных дам и детей ведут в Крепость Мейгора (крепость внутри Красного замка, наиболее защищенное место в столице) и держат под охраной сира Илина Пейна (Уилко Джонсон), королевского палача, который, как утверждает Серсея, здесь для их защиты. Выпив вина, она заводит разговор с Сансой, насмехаясь над её невинностью.
Флот Станниса сталкивается с одиноким кораблём, который движется из Королевской Гавани и выглядит брошенным. Слишком поздно Давос понимает, что это ловушка: пустой корабль начинён «диким огнём», который растекается по воде и взрывается, как только Бронн пускает горящую стрелу в залив. Несколько кораблей мгновенно сгорают, в огне погибают десятки людей Станниса, в том числе сын Давоса, Маттос. Давоса выбрасывает взрывом в воду, его судьба неизвестна. Тем не менее, Станнис приказывает оставшейся армии на лодках добраться до пляжа и начать штурм наименее защищенных Грязных ворот. Тирион приказывает Псу вести контрнаступление, его защитники идут биться врукопашную. Лансель ранен и возвращается в Крепость Мейгора, а Пёс, поддавшись детской боязни огня, покидает поле боя, увидев заживо горящих солдат. Сам Станнис штурмует крепостные стены города и одним из первых лезет вверх по приставным лестницам. Почти не встретив сопротивления, люди Станниса таранят ворота. Серсея, находясь в крепости, допрашивает Шаю и едва не догадывается о её происхождении. Тем временем Санса узнаёт истинное задание сира Илина: убить всех благородных женщин и детей в крепости, если Станнис возьмёт город.
Лансель сообщает королеве Серсее, что люди Станниса у ворот. Серсея приказывает Ланселю увести Джоффри с места сражения и укрыть его в безопасности в Красном Замке. Испугавшись, Джоффри соглашается покинуть поле битвы, приказывает королевскому гвардейцу сиру Мэндону Муру (Джеймс Доран) заменить короля в этом сражении и своим бегством подрывает боевой дух защитников. Тирион возглавляет оставшихся защитников и ведёт их через один из туннелей по карте Вариса, атаковав Баратеонов с фланга. Лансель возвращается в крепость и требует, чтобы король вернулся на битву, Серсея набрасывается на него и уходит с сыном Томменом (Каллум Уорри) из крепости, оставляя других благородных дам наедине с сиром Илином. Санса призывает запаниковавших дам петь молитвы, но Шая убеждает её бежать в свои покои. Когда Санса прибывает туда, она обнаруживает Пса, который собирается покинуть город и предлагает Сансе идти с ним на Север. Санса отклоняет его предложение, хотя её окончательное решение остаётся неясным.
Тирион, проведя людей через туннель, атакует сзади не ожидавших этого людей Баратеона, с лёгкостью побеждая их. Ещё большая группа воинов Станниса прибывает на берег. Во время сражения сир Мэндон Мур неожиданно наносит удар мечом Тириону. Но сквайр Тириона, Подрик Пейн (Дэниел Портман), убивает сира Мэндона. Теряя сознание от рубленой раны на лице, Тирион с видит, как на армию Станниса внезапно нападает конница во главе с Тайвином Ланнистером и кем-то, одетым в доспехи Ренли Баратеона. Воины Станниса, многие из которых присягали на верность Ренли, сбегают с поля боя. Станнис проклинает своих людей, когда его самого тащат в безопасное место. Серсея сидит на Железном троне с принцем Томменом и собирается отравить сына, когда в зал внезапно врывается сир Лорас Тирелл (Финн Джонс) и её отец, Тайвин Ланнистер (Чарльз Дэнс), который объявляет, что они выиграли битву.

## Производство
DVD и Blu-ray диски второго сезона «Игры престолов» включают 30-минутное приложение, охватывающее производство эпизода.

### Замысел и развитие
«Черноводная» изображает первые в сериале масштабные военные действия, противостояние между Баратеонами и Ланнистерами, на котором строится сериал. В первых набросках сражение происходило за кадром в силу ограниченности бюджетных средств, и зрители увидели бы его в основном глазами Серсеи Ланнистер и Сансы Старк, устроившихся в Крепости Мейгора, пока битва бушевала снаружи. В конечном счёте, шоураннеры Дэвид Бениофф и Д. Б. Уайсс убедили HBO одобрить «значительное» увеличение бюджета серии, чтобы устроить битву на экране.
С их по-прежнему ограниченными ресурсами, продюсеры шоу решили не пытаться создавать эффектные, массовые сцены, схожие с Битвой за Хельмову Падь во «Властелине колец», а скорее сосредоточиться на солдатской точке зрения, затруднённой, как будто события окутаны туманом войны. Они сказали, что это также позволило серии добиться большего сопереживания зрителей участникам битвы, с которыми зрители уже давно знакомы. Продюсеры сопротивлялись давлению в сцене битвы исключительно на суше, избегая проблем съёмок на воде, потому что они решили рассмотреть военно-морское противостояние как необходимую, основную сюжетную линию серии.

### Сценарий
Сценарий эпизода был написан Джорджем Р. Р. Мартином, автором серии романов «Песнь Льда и Огня», на которой основан сериал. Для этого эпизода, Мартин адаптировал материал из глав с 58 по 63 (Санса V, Давос III, Тирион XIII, Санса VI, Тирион XIV и Санса VII) из его романа «Битва королей». Мартин сказал, что писать сценарий для «Черноводной» было труднее, чем писать сценарий к эпизоду первого сезона шоу, «Острый конец», поскольку его вынудили взвесить бюджетные ограничения против огромных масштабов битвы, которые он описал в романах.

### Съёмки
Английский режиссёр Нил Маршалл узнал о «Игре престолов» из трейлеров и, учитывая его опыт работы с боевиками и фильмами ужасов, долго и безуспешно пытался получить место режиссёра. Примерно за неделю до начала съёмок, режиссёру эпизода пришлось покинуть производство по его личным причинам, и замену нужно было найти быстро. Бениофф и Уайсс согласились на Маршалла на основе его работы в фильмах «Центурион» и «Псы-воины», где он создал интенсивную последовательность действий при ограниченном бюджете. Маршалл начал снимать после двух недель подготовок, которые включали просмотр первого сезона шоу. Он избегал просмотра Битвы за Хельмову Падь в фильме «Властелин колец: Две крепости», так как это было, по словам Маршалла, «очевидным сравнением». Он, однако, изучил такие фильмы как «Викинги» и «Царство небесное».
Бениофф и Уайсс описали съёмки эпизода как «довольно много ночных съёмок за месяц.» Холодный и влажный климат Белфаста был очень неудобным для актёров и статистов, они говорили, что их усталость от битвы не была наигранной, и погодным машинам не потребовалось имитировать ветер и дождь. У эпизода также есть много сцен с визуальными эффектами, чем у любого другого. Отдел специальных эффектов создал катапульту, которая стреляла мешками с горящим зелёным напалмом для взрыва дикого огня, но вместо этого решили покрасить обычный огонь в зелёный цвет во время пост-продакшна. Маршалл работал над многими сценами с запёкшейся кровью во время битвы.

### Музыка
Песня, которую пели солдаты Ланнистеров перед битвой, и которая играла во время финальных титр, «Рейны из Кастамере», была адаптирована из романов цикла «Песнь Льда и Огня» композитором сериала Рамином Джавади. Версия из финальных титр была исполнена американской инди-рок группой «The National» и спета её вокалистом Мэттом Бернингером. Эта песня ранее звучала по крайней мере в двух эпизодах, в которых Тирион насвистывал мелодию.
Согласно романам, эта песня о победе Тайвина Ланнистера над восставшими вассалами, руководимыми домом Рейнов из Кастамере, произошедшей примерно за 40 лет до событий романов. Станса песни, которая была адаптирована для сериала, рассказывает о неповиновении вассалов («And who are you, the proud lord said / That I must bow so low?») и последующем забвении их домов («But now the rains weep o'er his hall / With no one there to hear»).

## Реакция

### Рейтинги
В день премьеры, эпизод посмотрели 3.38 миллионов зрителей во время первого выхода в эфир в 9:00 вечера, и дополнительно 0.83 миллионов во время повтора в 11:00. Зрителей от 18 до 49 лет было 1.6 и 0.4 соответственно. Это представляет собой сокращение на 13 % по сравнению с просмотром предыдущего эпизода, «Принц Винтерфелла». Джеймс Хибберд из Entertainment Weekly объяснил это совпадением премьеры с Днём памяти, который часто сокращает просмотр телевидения примерно на 20 %.

### Реакция критиков
«Черноводная» была хорошо принята критиками, многие из которых использовали слова в превосходной степени: для рецензента Time этот эпизод был «возможно, лучшим часом на ТВ» года, для Rolling Stone это был «пока что лучший эпизод шоу», а Entertainment Weekly описал его как «возможно лучшую боевую последовательность, когда-либо созданной для телевидения», превосходя сериалы HBO о Второй мировой войне, «Братья по оружию» и «Тихий океан».
Мэтт Фоулер из IGN дал эпизоду высшую оценку, 10 из 10, назвав его шедевром. Алан Сепинуолл назвал «Черноводную» «эпической битвой и интимным часом» и продолжил: «но то, что в итоге сделало „Черноводную“ такой впечатлительной был не масштаб, а концентрация». Рецензия Эда Камминга для The Daily Telegraph похвалила эпизод как «изумрудный ад, столь опасный, как и прекрасный для наблюдения».

### Награды
Эпизод выиграл премию «Хьюго» за лучшую постановку в малой форме (один час).
На 64-й церемонии творческой премии «Эмми», эпизод выиграл премии за лучший звук и лучший монтаж звука в комедийном или драматическом телесериале.
Из-за своей номинации, Питер Динклэйдж представил этот эпизод на рассмотрение на премию «Эмми» за лучшую мужскую роль второго плана в драматическом сериале на 64-й церемонии вручения премии.

#### Награды и номинации
| Год  | Награда                            | Категория                                                            | Номинант(ы) | Результат | Пр.    |
| ---- | ---------------------------------- | -------------------------------------------------------------------- | --- | --------- | ------ |
| 2012 | Прайм-таймовая премия «Эмми»       | Лучшая мужская роль второго плана в драматическом телесериале        | Питер Динклэйдж за роль Тириона Ланнистера | Номинация | [ 19 ] |
| 2012 | Творческая премия «Эмми»           | Лучший звук в сериале                                                | Питер Браун, Кира Росслер, Тим Хэндс, Пол Олисино, Стивен П. Робинсон, Ванесса Лапато, Бретт Восс, Джеймс Мориана, Джеффри Уилхойт и Дэвид Клоц | Победа    | [ 20 ] |
| 2012 | Творческая премия «Эмми»           | Лучший звуковой монтаж в драматическом сериале (1 час)               | Мэттью Уотерс, Оннали Блэнк, Ронан Хилл и Мервин Мур                                                                                            | Победа    | [ 21 ] |
| 2012 | Британское общество кинооператоров | Лучшая операторская работа в телевизионной драме                     | Сэм Маккёрди | Номинация | [ 22 ] |
| 2012 | Премия IGN                         | Лучший телеэпизод                                                    | | Победа    | [ 23 ] |
| 2012 | IGN People’s Choice Award          | Лучший телеэпизод                                                    | | Победа    | [ 23 ] |
| 2013 | Golden Reel Awards                 | Лучший монтаж звука — краткая форма диалога на телевидении           | | Номинация |        |
| 2013 | Golden Reel Awards                 | Лучший монтаж звука — краткая форма музыки на телевидении            | | Номинация |        |
| 2013 | Golden Reel Awards                 | Лучший монтаж звука — краткая форма звуковых эффектов на телевидении | | Номинация |        |
| 2013 | Премия «Хьюго»                     | Премия «Хьюго» за лучшую постановку, малая форма                     | Нил Маршалл (режиссёр) и Джордж Р. Р. Мартин (сценарист)                                                                                        | Победа    | [ 24 ] |